# Moer- en kinderbalk

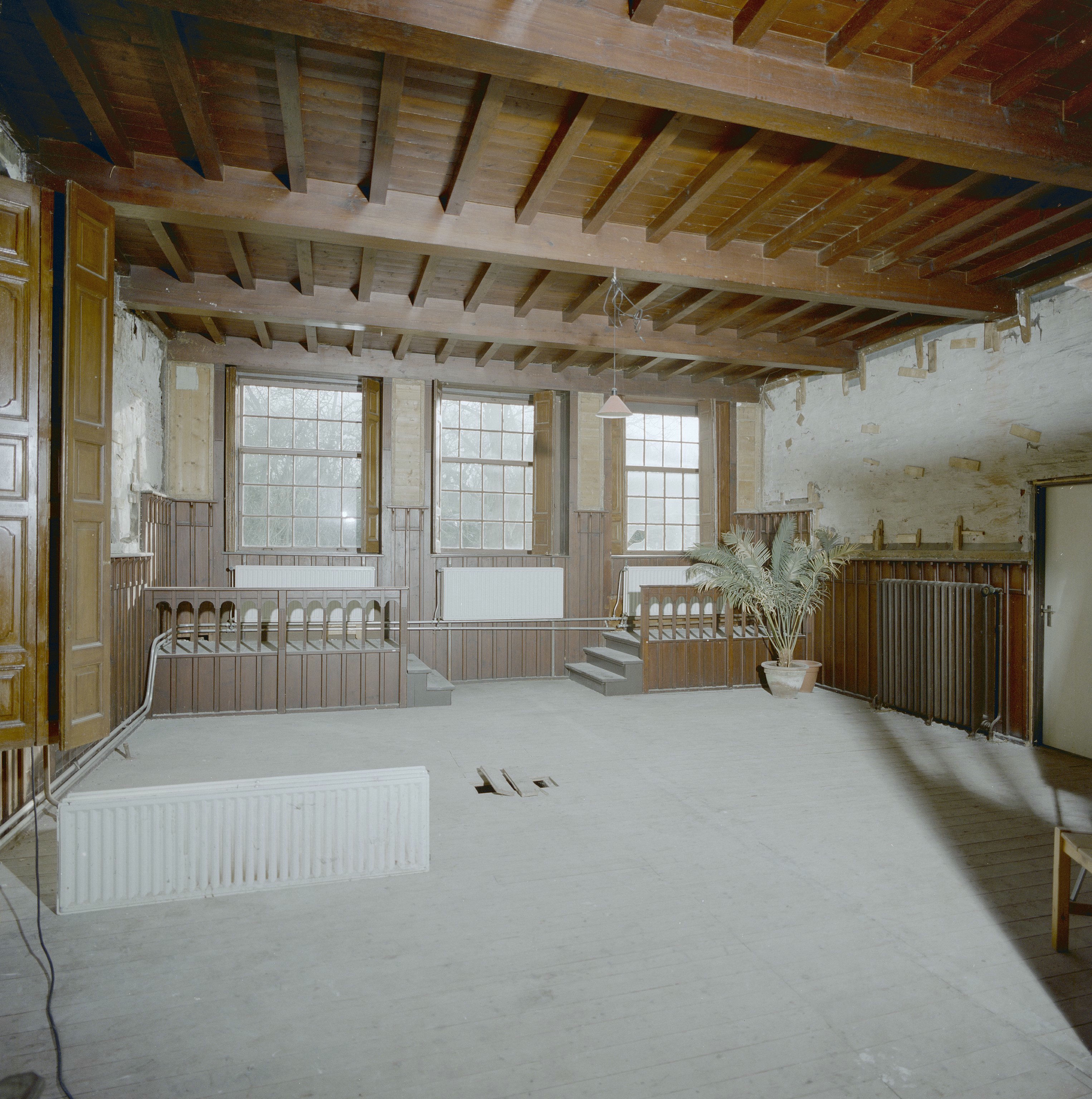
Moer- en kinderbalken

De moer- en kinderbalken vormen een samengestelde houten balklaag, zoals in dat lemma is omschreven.
De moerbalk, ook wel moerbint genoemd, is een zware balk die van muur tot muur loopt. Deze balk draagt de kinderbalken of kinderbinten, kleinere balken die haaks op de moerbalk liggen. Tezamen vormen de moer- en kinderbalken als balklaag de dragende constructie waarop de vloer rust; de vloerdelen. Onder de moerbalk kan nog een onderslagbalk zijn aangebracht, die dient als extra ondersteuning.
Moer- en kinderbalken zijn soms in monumentale panden aan te treffen en kunnen van eiken-, dennen- of grenenhout zijn. 